# El bord del rei d'Aragó
Lo bord del rei d'Aragó (fl....s. XIII o inicis del s. XIV...) fou un dels fills bords de Jaume I (o potser de Pere el Gran), difícilment identificable però que intercanvià una sèrie de cobles amb Rostanh Berenguier de Marselha.

## Vida
No se sap res d'aquest personatge, l'obra del qual apareix només en el cançoner Giraud (cançoner "f" de la poesia trobadoresca). Paul Meyer edità el 1871 aquest cançoner. El Bord va escriure dues "peticions" que van ser respostes per Rostanh Berenguier (PC 427) i Rostanh feu una "petició" resposta pel Bord; Rostanh té encara una altra peça Pos de sa mar man cavalier del Temple (427,4) on demana una resposta (diguas mi Bort) però la resposta o no es donà o no ha estat conservada. Precisament aquesta darrera peça es pot datar entre la caiguda d'Acre el 18 de maig de 1291 i novembre de 1307. Això permet datar aproximativament tota la sèrie d'intercanvis en un període a cavall entre els segles xiii i xiv.
Tot l'intercanvi de cobles respon a una intenció lúdica entre personatges amb una cultura: l'intercanvi Midons m'es enperativa / D'amor de joy genitiva està fet a base de mots gramaticals en rima: terminologia gramatical del verb en la petició (enperativa, optatiu, indicativa, conjunctiu, etc.) i del nom en la resposta (genitiva, vocatiu, nominativa, etc.); Quant tot trop tart, tost quant plac trop també planteja enigmes a base de rimes cares (rimes difícils, les quals està obligat a seguir el qui respon) i al·literacions; l'altre es planteja directament com a "joc novell".

## Obra
- (103,1)[3] Mesier G. pensan en prop (resposta a 427,5 Quant tot trop tart, tost quant plac trop)
- (103,2) Midons m'es enperativa ("petició", resposta per Rostanh amb la cobla 427,2 D'amor de joy genitiva)
- (103,3) Un juoc novell ay entaulat ("petició", resposta per Rostanh amb la cobla 427,1 Ab dous dezir ay desirat)

### Repertoris
- Alfred Pillet / Henry Carstens, Bibliographie der Troubadours von Dr. Alfred Pillet […] ergänzt, weitergeführt und herausgegeben von Dr. Henry Carstens. Halle : Niemeyer, 1933 [El bord del rei d'Aragó és el número PC 103 (entrada com a Bâtard d'Aragon)]